# Irving Gertz
Irving Gertz (* 19. Mai 1915 in Providence, Rhode Island; † 14. November 2008 in Los Angeles) war ein US-amerikanischer Filmkomponist, der hauptsächlich für seine Arbeit an Science-Fiction- und Horror-B-Movies der 1950er und 1960er Jahre bekannt war.

## Leben
Gertz besuchte das Providence College of Music und erlernte Klarinette, Klavier, Kontrabass und Tuba. Später nahm er Unterricht bei dem Komponisten und Musiktheoretiker Walter Piston. 1938 wurde er von Columbia Pictures unter Vertrag genommen, trat dann jedoch nach dem Ausbruch des Zweiten Weltkriegs für fünf Jahre der US Army bei. Nach dem Ende des Krieges nahm er weiteren Unterricht bei Mario Castelnuovo-Tedesco und schrieb ab 1947 erste Musik für Columbia-Filme. Nach kurzer Tätigkeit bei NBC Radio wechselte er in den führen 1950er Jahren zu Universal Studios, wo er bis Ende der 1950er Jahre unter Vertrag stand. 1960 wechselte er zu 20th Century Fox. 1966 wurde er als Ersatzmann für einen verhinderten Kollegen von Warner Bros. für den Daffy Duck-Zeichentrickfilm Daffy Rents verpflichtet, dies blieb seine einzige Arbeit an einem Animationsfilm. 1968 zog sich Gertz in den Ruhestand zurück, zu diesem Zeitpunkt hatte er Musik für über 200 Filme (darunter die Jack-Arnold-Klassiker Gefahr aus dem Weltall und Die unglaubliche Geschichte des Mister C.) und Fernsehserien wie Die Seaview – In geheimer Mission und Invasion von der Wega geschrieben, wenngleich er häufig im Abspann nicht genannt wurde.

## Filmografie (Auswahl)
- 1947: Achtung, Küstenpolizei (Dragnet)
- 1947: Uncas, der Letzte seines Stammes (Last of the Redmen)
- 1948: Blondes Eis (Blonde Ice)
- 1953: Gefahr aus dem Weltall (It Came from Outer Space)
- 1953: Jagdstaffel z.b.V. (Sabre Jet)
- 1953: Das goldene Schwert (The Golden Blade)
- 1955: Duell mit dem Teufel (The Man from Bitter Ridge)
- 1955: Abbott und Costello als Mumienräuber (Abbott and Costello Meet the Mummy)
- 1957: Das Geheimnis des steinernen Monsters (The Monolith Monsters)
- 1957: Die unglaubliche Geschichte des Mister C. (The Incredible Shrinking Man)
- 1957: Das todbringende Ungeheuer (The Deadly Mantis)
- 1958: Der Tod reitet mit (Wild Heritage)
- 1960: Flammender Stern (Flaming Star)
- 1960: Die Unerbittlichen (Hell Bent for Leather)
- 1961: Teufelskerle in Fernost (Marines, Let’s Go)
- 1964: Die Seaview – In geheimer Mission (Voyage to the Bottom of the Sea)
- 1968: Nobody’s Perfect